# Tonjong (Pelabuhan Ratu)
Tonjong is een bestuurslaag in het regentschap Sukabumi van de provincie West-Java, Indonesië. Tonjong telt 5340 inwoners (volkstelling 2010).